# Phúc Đỉnh
Phúc Đỉnh (chữ Hán giản thể: 福鼎市) là một thành phố cấp huyện thuộc địa cấp thị Ninh Đức, tỉnh Phúc Kiến, Cộng hòa Nhân dân Trung Hoa. Thành phố Phúc Đỉnh có diện tích 1526,3 km2, dân số năm 2001 là 55,85 vạn người. Chính quyền thành phố đóng ở nhai đạo Đồng Sơn. Mã số bưu chính 355200, mã vùng điện thoại 0593. Về mặt hành chính, Phúc Đỉnh được chia thành 3 nhai đạo, 10 trấn, 3 hương. Tổng cộng có 26 ủy ban cư, 252 ủy ban thôn.
- Nhai đạo: Đồng Sơn, Đồng Thành, Sơn Tiền.
- Trấn: Tần Tự, Tiền Ký, Điểm Đầu, Sa Trình, Bạch Lâm, Điếm Hạ, Quán Lĩnh, Bàn Khê, Quản Dương, 嵛 Sơn.
- Hương: Lũy Thạch, Giai Dương, hương dân tộc Dư Giáp Môn.